# يونس بعلا
يونس بعلا (مواليد 25 أبريل 1999 في الدار البيضاء) هو ملاكم مغربي للوزن الثقيل. حصل على الميدالية الفضية في الألعاب الأفريقية 2019 في الرباط.
شارك في منافسات أولمبياد طوكيو بعد تأهله في التصفيات الأولمبية الأفريقية المقامة في داكار مارس 2020، لكن خلال المنافسة تم استبعاده من دورة طوكيو بعد محاولته عض أذن خصمه (ديفيد نيكا) في الجولة 16 عن فئة وزن -91 كجم.

## الجوائز
- 2020 : الميدالية الذهبية في بطولة الملاكمة في دكار المؤهلة لدورة الألعاب الأولمبية.[10]